# Храм Сергия Радонежского в Рогожской слободе
Храм преподобного Сергия Радонежского (Троицы Живоначальной) в Рогожской слободе, что в Гонной — православный храм Покровского благочиния Московской городской епархии.
Храм расположен в Таганском районе Центрального административного округа Москвы (Николоямская улица, дом 57—59). Главный престол освящён в честь Святой Троицы; приделы в честь преподобного Сергия Радонежского, в честь святителя Николая.

## История

### Рогожская ямская слобода
Храм преподобного Сергия Радонежского расположен на Николоямской улице. Эта улица получила своё название по расположенному на ней храму «Николы на Ямах». Ямами в то время называли почтовые станции с местом отдыха ямщиков, постоялыми дворами и конюшнями. В 1595 году Борис Годунов устроил такие почтовые станции на всех московских заставах. Из Рогожской ямской слободы дорога уходила на Владимир и Нижний Новгород, а первой почтовой станцией было село Рогожи (известно с 1389 года, современный Ногинск).
В XVII веке район Рогожской слободы активно застраивается, также здесь резко возрастает и плотность населения. Кроме ямской слободы здесь очень компактно были расположены различные ремесленные слободы, у многих из них имелся свой храм. Именно по этой причине буквально напротив храма преподобного Сергия стоит храм святителя Алексия, основанный в начале XVII века.
В 1740-х годах, по соседней площади — Рогожская застава, прошла таможенная граница Москвы. В конце XVIII века, после сильнейшей эпидемии чумы в Москве, у Рогожской заставы, за территорией города была организована старообрядческая община. Рогожская старообрядческая община совместно с Преображенской являлись крупнейшими старообрядческими общинами у восточных границ Москвы.

### Основание храма

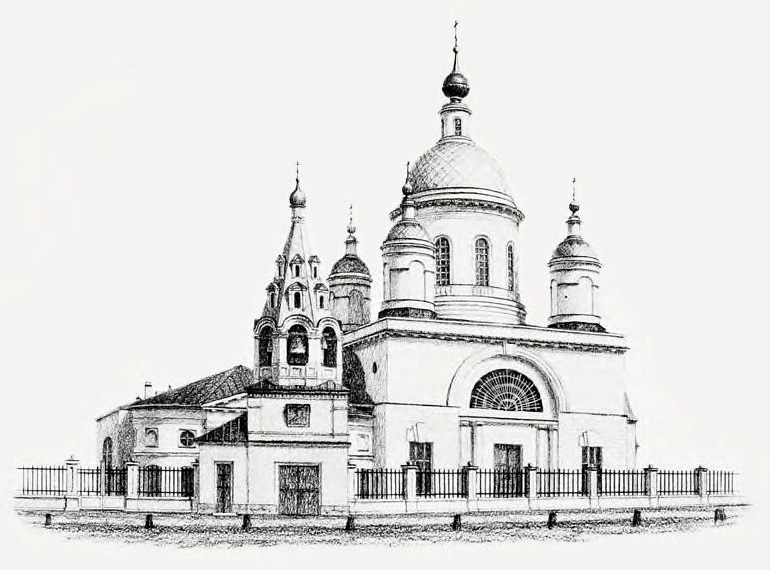
На рисунке 1840-х годов видна старая шатровая колокольня, в 1864 году её заменили на новую трёхъярусную.

Первый деревянный храм преподобного Сергия был построен в Рогожской ямской слободе (или в гонной) в начале XVII века, а первое упоминание о каменном храме относится к 1722 году. Главный престол храма был освящён в честь Святой Троицы. Вероятно по причине наличия в Москве большого числа храмов называвшихся Троицкими этот храм был назван в честь преподобного Сергия Радонежского, престол во имя которого был освящён в приделе. На выбор названия также оказал влияние расположенный рядом Андроников монастырь, первым игуменом которого являлся ученик преподобного Сергия — Андрони́к.

### Строительство храма
Как и у многих других московских церквей различные части храма Сергия Радонежского были построены в разное время. Самой древней частью храма является трапезная с приделами преподобного Сергия Радонежского и святителя Николая. Она была построена в 1796 году и являлась частью предыдущего каменного храма, который очень сильно пострадал во время московского пожара 1812 года и нуждался в перестройке.

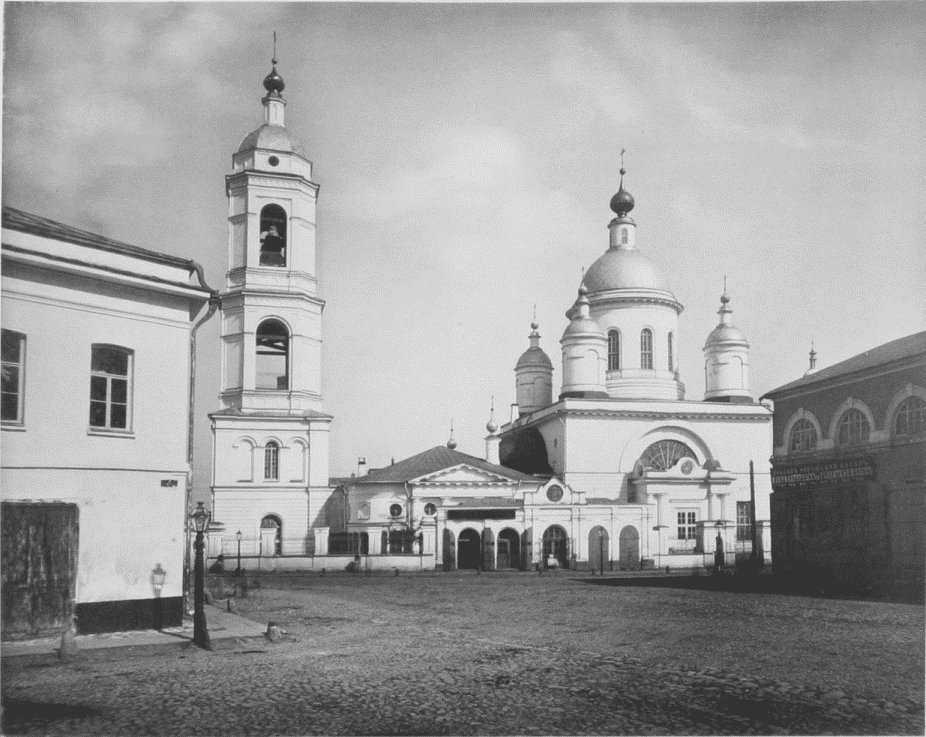
Фотография из альбома Николая Найдёнова, 1883 год

Нынешнее здание храма было построено в 1818 году на средства прихожан. По воспоминаниям, значительную часть своего состояния вложил в это строительство статский советник Гавриил Петрович Смольянский, который был в этой церкви старостой. Свой окончательный вид основной объём храма получил после реконструкции 1834—1838-х годов, проведённой архитектором Ф. М. Шестаковым. Современная трёхъярусная колокольня была построена в 1864 году. Интерьер храма был расписан в 1876 году изографом А. С. Рогожкиным, а самые поздние росписи относятся к началу XX века. В 1900 году интерьеры храма были отделаны архитектором И. Т. Барютиным.
По богатству внутреннего убранства и по подбору древних икон, в основном первой половины XVII века, храм преподобного Сергия мог соперничать с соборами Московского Кремля. Этому интересному факту есть два объяснения. Во-первых в приходе храма было много купцов, совершавших богатые пожертвования на его содержание. Также храму оказывали поддержку московские власти. Они были заинтересованы в приближении старообрядцев к православной церкви, и поэтому следили за тем, чтобы храмы, расположенные рядом с большими старообрядческими общинами были богато украшены.
С этой же целью в 1899 году при храме было освящено здание аудитории для собеседования со старообрядцами и религиозно-нравственных чтений. Помещение вмещало до 1 000 человек. Также здесь проходили концерты духовной музыки. При храме пел замечательный хор слепых, один из лучших в Москве.

### Советский период
В 1922 году во время изъятия церковных ценностей из храма было вывезено более 5 пудов серебряной утвари и других церковных ценностей.
В 1924 году регентом храма служил церковный композитор священник Василий Зиновьев.
Храм преподобного Сергия был закрыт в 1938 году. Перед самым закрытием из храма удалось спасти несколько древних икон. Так, например, чудотворная икона Божией Матери «Утоли моя печали» была передана в храм святителя Николая Чудотворца в Кузнецах, где она находится и в настоящее время. Однако бо́льшая часть икон и всё церковное убранство были уничтожены во время разграбления храма, которое сопровождало его закрытие. Старинные иконы и церковное убранство рубили топорами и сжигали на костре. В костёр были отправлены также церковные книги и бесценные ноты для слепых.
В последующие годы помещение храма использовалось под мастерские и склад. В процессе варварской эксплуатации зданию был нанесён большой ущерб. Стены и пол храма покрывали глубокие трещины и толстый слой копоти, а на его куполах и крышах росли маленькие деревца.
В 1985 году храм был передан расположенному в Спасо-Андрониковом монастыре Музею древнерусской культуры и искусства имени Андрея Рублёва. В здании храма решено было устроить экспозицию древнерусского церковного искусства. В это же время в храме были начаты реставрационные работы.
В 1991 году храм преподобного Сергия был возвращён Русской православной церкви. Храм был заново освящён 4 декабря 1991 года.

## Фотографии

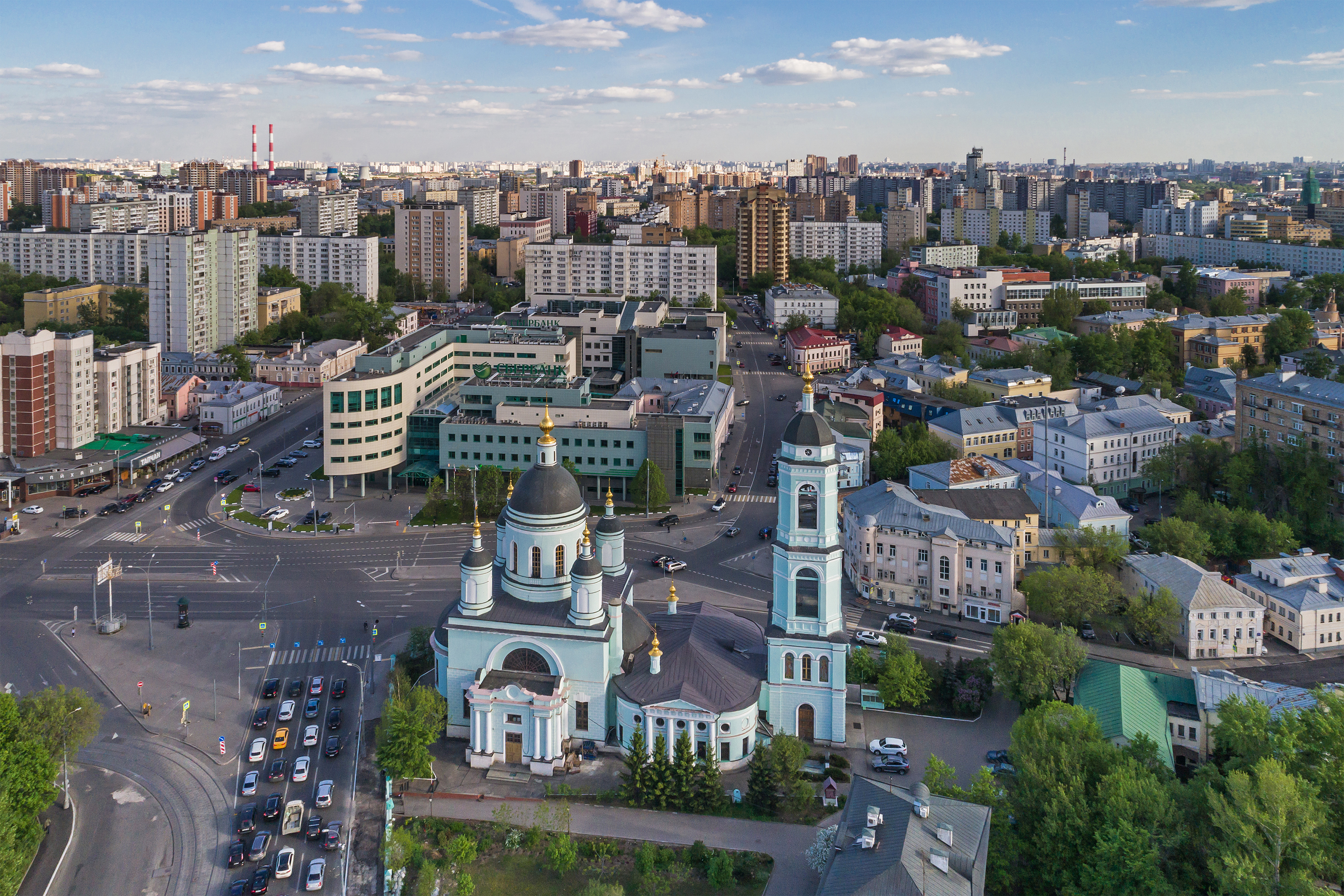
Вид с воздуха
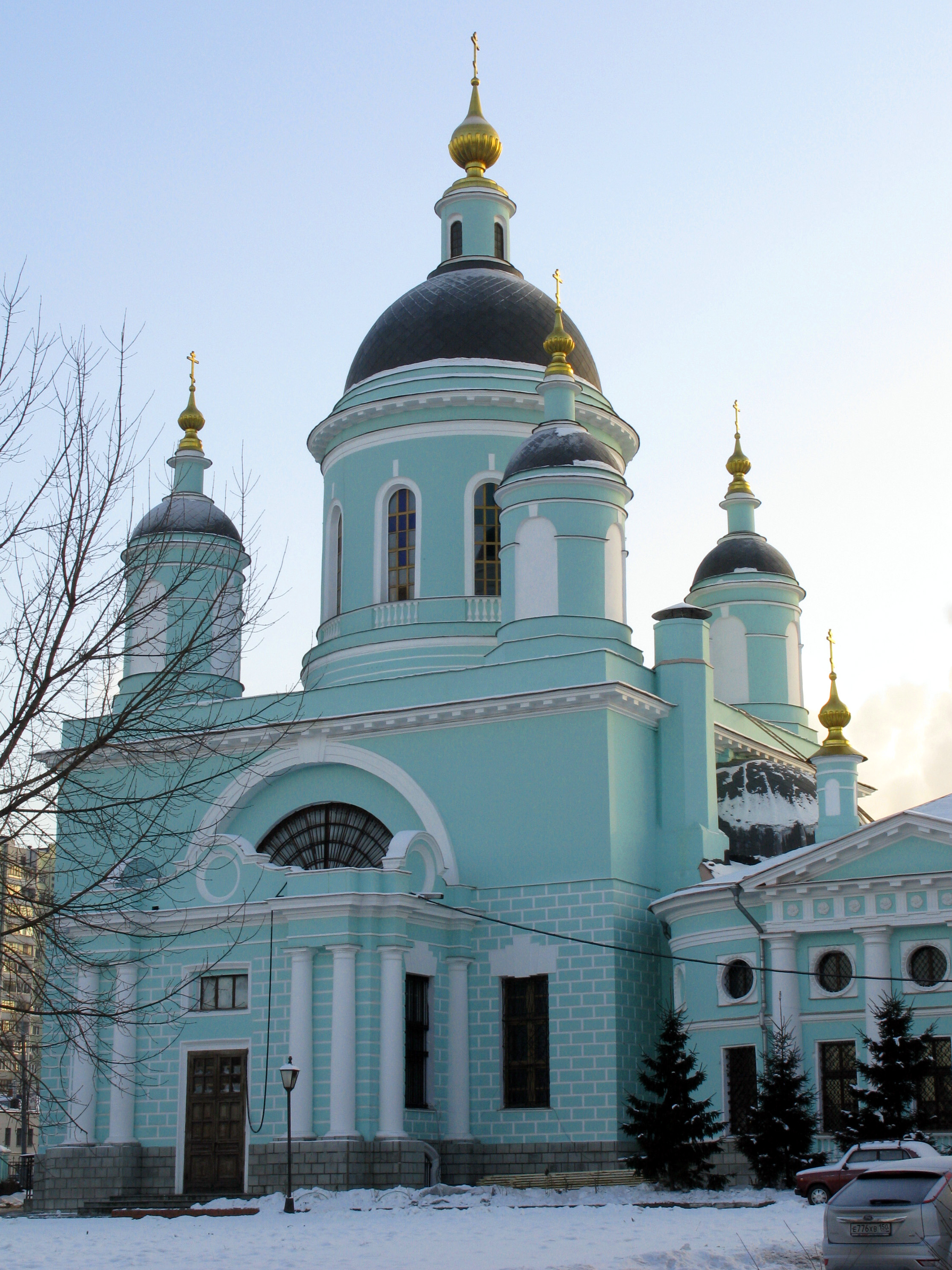
Храм Сергея Радонежского
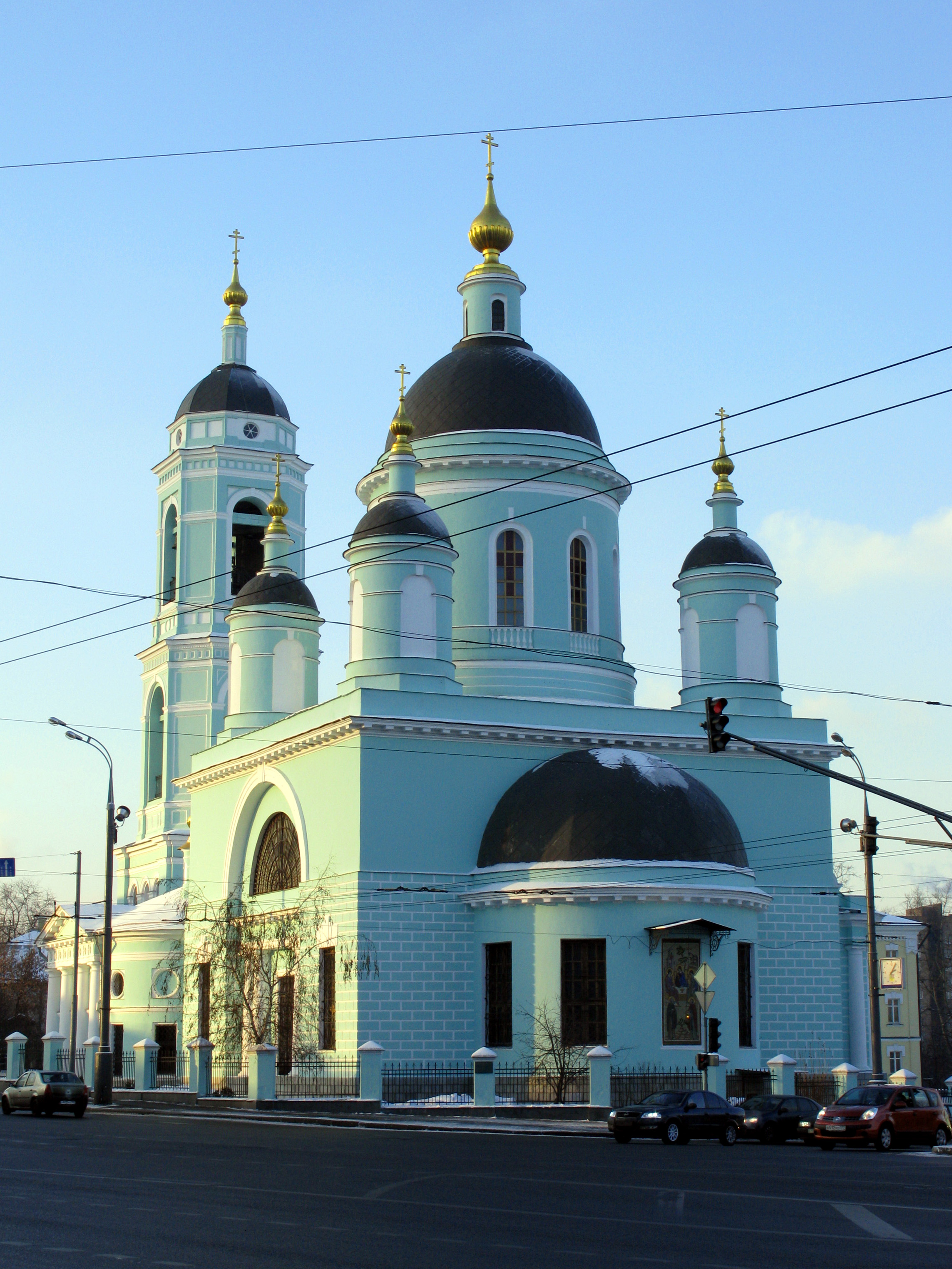
Храм Сергея Радонежского